# Psychotria korupensis
Espèce
Psychotria korupensis O.Lachenaud est une espèce de plantes du genre Psychotria, de la famille des Rubiaceae. 

## Description
C'est un arbrisseau qui se développe dans la forêt atlantique de basse altitude. Il peut atteindre 2 m de hauteur.

## Publication originale
Olivier Lachenaud. Révision du genre Psychotria (Rubiaceae) en Afrique occidentale et centrale [Revision of the West and Central African genus Psychotria (Rubiaceae)]. Opera Bot. Belg. 17: 258 (2019)

## Distribution
L'espèce est endémique du Cameroun et relativement rare. Elle a été observée à trois reprises dans l'enceinte du parc national de Korup, auquel elle doit son épithète spécifique korupensis, notamment à proximité de Chimpanzee Camp, par les équipes de Vincent Droissart, puis par Ingrid Parmentier. 